# Saint-Gilles (Gard)
Saint-Gilles – miejscowość i gmina we Francji, w regionie Oksytania, w departamencie Gard.
Według danych na rok 1990 gminę zamieszkiwały 11 304 osoby, a gęstość zaludnienia wynosiła 74 osoby/km² (wśród 1545 gmin Langwedocji-Roussillon Saint-Gilles plasuje się na 15. miejscu pod względem liczby ludności, natomiast pod względem powierzchni na miejscu 3.).
Powstała ona wokół klasztoru założonego w VII wieku przez świętego Idziego.
Urodził się tutaj Guy Foulques, późniejszy papież Klemens IV oraz prawdopodobnie Reginald z Orleanu.